# Прайс, Винсент
Ви́нсент Леона́рд Прайс-мла́дший (англ. Vincent Leonard Price, Jr.; 27 мая 1911[…], Сент-Луис, Миссури — 25 октября 1993[…], Лос-Анджелес, Калифорния) — американский актёр. Прославился ролями в готических фильмах ужасов в 1950-е и 1960-е, таких как «Дом ночных призраков», «Маска красной смерти», «Главный ведьмолов», «Падение дома Ашеров», «Дом восковых фигур», а также как актёр озвучания.

## Ранние годы
Винсент Леонард Прайс-младший, родился в Сент-Луисе, Миссури в обеспеченной семье. Его отец, Винсент Прайс-старший, был главой компании по производству кондитерских изделий, а мать, Маргарет, была директором собственной школы. Винсент довольно рано стал увлекаться музыкой и театральными постановками. Самое большое впечатление на него производили ранние фильмы ужасов, среди которых его самым любимым был «Доктор Джекилл и мистер Хайд».
В 1929 году Винсент поступил в Йельский университет, выбрав в качестве специализации историю мировой художественной культуры. Во время учёбы в университете Прайс вместе с однокурсниками путешествовал по миру в рамках учебной программы. Он побывал в известных галереях Рима, Парижа и Лондона. В те же годы он сделал первые шаги в кино, снимаясь в студенческих короткометражках на темы, заданные преподавателями. В 1933 году настали времена Великой депрессии, но Винсент сумел найти работу преподавателя в одной из школ Нью-Йорка, а через год уже читал лекции в Лондонском институте.

## Карьера
Работая в Лондоне, Прайс увидел Джона Гилгуда в роли Гамлета и настолько впечатлился, что решил стать актёром. Он бросил преподавательскую деятельность и стал работать на Бродвее. Режиссёров привлекли его внешность и высокий рост. Первым спектаклем, в котором он получил эпизодическую роль, стал мюзикл «Чикаго». В дальнейшем играл спектакли классического репертуара и в основном во второстепенных ролях, самый известный спектакль с его участием — «Виктория Реджино» 1935 года, посвящённый жизни королевы Виктории. Два года Винсент играл в этой постановке, пока не познакомился с актёром и режиссёром Орсоном Уэллсом, и вместе с ним перешёл в Театр Меркури.
В том же 1938 году Винсент подписал контракт с голливудской студией Universal Pictures и сыграл вместе с Констанс Беннетт в фильме «Сервис класса люкс». Критики высоко оценили игру актёра, назвав его открытием года. Карьера Прайса пошла вверх, он стал одним из главных звёзд студии Universal. Он появился в таких фильмах, как «Частная жизнь Елизаветы и Эссекса», «Башня смерти», «Возвращение человека-невидимки», «Зелёный ад», «Дом о семи фронтонах». Однако в 1940 году Прайс ушёл из Universal и подписал семилетний контракт со студией 20th Century Fox.
На студии 20th Century Fox Прайс играл небольшие роли в таких фильмах, как «Бригхэм Янг» и «Гудзонов залив». В 1941 году Прайс вернулся на Бродвей, сыграв главную роль в постановке «Улица ангелов». В 1943 году Прайс сыграл роль имперского прокурора в фильме «Песня Бернадетт». Также он снимался в фильмах «Вильсон», «Королевский скандал», «Лора», «Ключи от царства небесного». В 1946 году Винсент сыграл в триллере «Драгонвик» и нуаре «Шок».

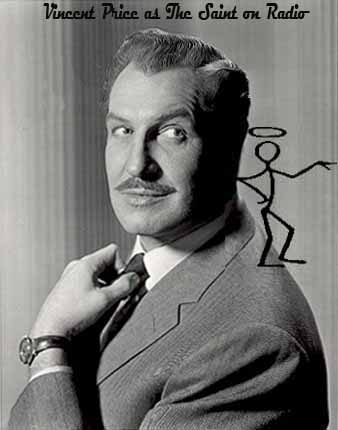
С 1947 по 1951 годы Прайс работал на радио

В 1951 году Винсент Прайс читал лекции по мировой художественной культуре и актёрскому мастерству в лос-анджелесских колледжах и создал вместе со второй женой собственную галерею художественного искусства. По истечении срока контракта Прайс покинул студию 20th Century Fox и стал свободным актёром. Он получил отрицательную роль шоумена в комедии «Шампанское для Цезаря», а также сыграл с Джейн Рассел в фильмах «Женщина его мечты» и «История в Лас-Вегасе».

Кадр из фильма «Дом ночных призраков», 1959 год

В 1950-х годах Прайс снимался в фильмах «Сын Синдбада» и «Серенада». В 1953 году Прайс сыграл главную роль в фильме ужасов «Дом восковых фигур», после которой его карьера резко поменяла направление: он всё чаще стал сниматься в фильмах ужасов. В 1958 году он сыграл в фильме «Муха», после которого его игру отметил режиссёр Уильям Касл и пригласил его в свои картины «Тинглер» и «Дом на холме призраков». Критики стали ставить Прайса в один ряд с такими актёрами жанра ужаса, как Борис Карлофф и Бела Лугоши.
В 1960 году Винсент Прайс вступил в «Ассоциацию американских кинокартин», которая занималась созданием фильмов ужасов для подростков. Там он познакомился с молодым режиссёром Роджером Корманом, который хотел экранизировать новеллы Эдгара Аллана По. Итогом их сотрудничества стали такие экранизации произведений По, как «Падение Дома Ашеров», «Колодец и маятник», «Ворон», «Маска Красной смерти» и «Гробница Лигейи».
В 1960-х годах Винсент написал автобиографическую книгу, книгу о художественном искусстве, энциклопедию монстров (в соавторстве с сыном Барретом), а также кулинарную книгу с рецептами, собранными по всему миру (в соавторстве с женой Мэри). В 1966—1967 годах он снялся в нескольких эпизодах сериала «Бэтмен», сыграв злодея по имени Яйцеголовый.
В конце 1960-х—начале 1970-х годов карьера Прайса пошла на спад. Он сыграл в фильмах «Великий инквизитор», «Продолговатый ящик», «Кричи и снова кричи», «Плач баньши», однако эти фильмы не были востребованы зрителями и не произвели впечатление на критиков. В 1971 году он снялся в фильме «Ужасный доктор Файбс», ставшим успешным и возродившим популярность актёра. В 1973 году последовал не менее успешный фильм «Театр крови», однако после выхода в 1974 году фильма «Сумасшедший дом» Прайс долго не появлялся на большом экране, работая в рекламе и телевидении и театре.
В 1980 году Прайс вернулся в кино, снявшись в фильме «Клуб монстров» вместе со своим старым другом Джоном Кэррадайном. В 1982 году начинающий режиссёр Тим Бёртон пригласил Винсента прочитать закадровый текст в короткометражном мультфильме «Винсент», а Майкл Джексон пригласил Прайса прочитать стихотворения для клипа «Thriller». В 1983 году на экраны вышел фильм «Дом длинных теней», в котором снялись четверо мастеров ужаса: Винсент Прайс, Джон Кэррадайн, Кристофер Ли, Питер Кашинг.
В 1987 году Прайс сыграл русского эмигранта в фильме «Августовские киты» вместе с другими легендами кино Лиллиан Гиш и Бетт Дейвис. В 1990 году снялся в фильме «Эдвард Руки-ножницы», режиссёром которого был Тим Бёртон. Одной из последних работ Прайса стал телефильм «Сердце справедливости».

## Личная жизнь
В 1938—1948 годах Прайс был женат на актрисе Эдит Барретт. В августе 1940 года у пары родился сын Винсент Барретт Прайс, ставший поэтом и колумнистом.
В 1949 году Прайс женился на дизайнере костюмов Мэри Грант. В 1962 году у них родилась дочь Виктория. В 1973 году Винсент и Мэри развелись.
В 1974 году Прайс женился на австралийской актрисе Корал Браун, с которой он прожил до её смерти от рака в 1991 году.
Прайс, изучавший историю искусств в Йельском университете, был большим любителем искусства и коллекционером. Он был комиссаром Индийского совета по искусствам и ремеслам.
В 1957 году, впечатленные духом студентов и потребностью общества в возможности познакомиться с оригинальными произведениями искусства из первых рук, Винсент и Мэри Грант Прайс пожертвовали 90 произведений из своей частной коллекции и крупную сумму денег на создание Художественного музея Винсента Прайса в Колледже Восточного Лос-Анджелеса в Монтерей-Парке, Калифорния, который был первой «коллекцией учебных произведений искусства», принадлежащей местному колледжу в Соединённых Штатах. В конечном итоге они пожертвовали около 2000 штук; коллекция насчитывает более 9000 предметов и оценивается более чем в 5 миллионов долларов.
Прайс также работал консультантом по искусству в Sears-Roebuck. С 1962 по 1971 год Sears предлагал «Коллекцию изобразительного искусства Винсента Прайса», продав широкой публике около 50 000 репродукций. Работы, которые Прайс выбрал или заказал для коллекции, включали работы Рембрандта, Пабло Пикассо и Сальвадора Дали. Публичный доступ к изобразительному искусству был важен для Прайса, который, по словам его дочери Виктории, рассматривал сделку с Sears как «возможность претворить в жизнь свои популистские убеждения, чтобы донести искусство до американской публики». В 1960-х годах портреты коренных американцев, написанные Чарльзом Берд Кингом, были переданы для реставрации Белого дома Жаклин Кеннеди. Усилиями Винсента Прайса эти пять картин были оплачены и переданы в дар коллекции Белого дома компанией Sears-Roebuck.

### Смерть
В последние годы своей жизни Винсент Прайс страдал от болезни Паркинсона и хронической обструктивной болезни лёгких.
Он умер 25 октября 1993 года от рака лёгких в своём доме в Лос-Анджелесе в возрасте 82 лет. Его прах был развеян над Тихим океаном.

## Интересные факты
Актриса и отельер Беверли Гарленд с юмором отмечала  в интервью программе "100 лет ужаса", что Прайс нередко приобретал понравившиеся ему предметы реквизита из интерьеров на съемочных площадках фильмов, в которых снимался: "Приходил Винс вместе со своим менеджером и, глядя на какую-нибудь лампу или стул, кивал. И после съемок ничего не оставалось: ни люстры, ни картин. Я никогда не видела его дом, но уверена - он был роскошный (смеется). Думаю, продюсеры знали об этом, но никогда не говорили ему что знают".
Винсент Прайс участвовал в концертной постановке альбома участника группы «Deep Purple» Роджера Гловера «The Butterfly Ball and the Grasshopper’s Feast», которая была записана 16 октября 1975 года. Годом позже эта постановка была выпущена в качестве фильма.
В 2013 году группа  выпустила на своём альбоме «Now What?!» песню «Vincent Price». На неё был снят видеоклип в стиле немых хоррор фильмов.

## Избранная фильмография
| Год       |     | Русское название                          | Оригинальное название                     | Роль                                |
| --------- | --- | ----------------------------------------- | ----------------------------------------- | ----------------------------------- |
| 1939      | ф   | Частная жизнь Елизаветы и Эссекса         | The Private Lives of Elizabeth and Essex  | сэр Уолтер Рэли                     |
| 1940      | ф   | Возвращение человека-невидимки            | The Invisible Man Returns                 | Джеффри Рэдклифф                    |
| 1940      | ф   | Дом о семи фронтонах                      | The House of the Seven Gables             | Клиффорд Пинчен                     |
| 1943      | ф   | Песня Бернадетт                           | The Song of Bernadette                    | прокурор Витал Дутюр                |
| 1944      | ф   | Вильсон                                   | Wilson                                    | Уильям Макэду                       |
| 1944      | ф   | Лора                                      | Laura                                     | Шелби Карпентер                     |
| 1945      | ф   | Королевский скандал                       | A Royal Scandal                           | маркиз де Флёри                     |
| 1945      | ф   | Бог ей судья                              | Leave Her to Heaven                       | Расселл Куинтон                     |
| 1946      | ф   | Шок                                       | Shock                                     | доктор Ричард Кросс                 |
| 1946      | ф   | Драгонвик                                 | Dragonwyck                                | Николас ван Рин                     |
| 1947      | ф   | Длинная ночь                              | The Long Night                            | Максимиллиан «Макс» Великий         |
| 1947      | ф   | Паутина                                   | The Web                                   | Эндрю Колби                         |
| 1947      | ф   | Мускусная роза                            | Moss Rose                                 | инспектор Р. Клиннер                |
| 1948      | ф   | Эбботт и Костелло встречают Франкенштейна | Bud Abbott Lou Costello Meet Frankenstein | Человек-невидимка                   |
| 1948      | ф   | Три мушкетёра                             | The Three Musketeers                      | Ришельё                             |
| 1949      | ф   | Подкуп                                    | The Bribe                                 | Карвуд                              |
| 1951      | ф   | Женщина его мечты                         | His Kind of Woman                         | Марк Кардиган                       |
| 1952      | ф   | История в Лас-Вегасе                      | The Las Vegas Story                       | Ллойд Роллинс                       |
| 1953      | ф   | Дом восковых фигур                        | House of Wax                              | профессор Генри Джаррод             |
| 1953—1965 | с   | Программа Джека Бенни                     | The Jack Benny Program                    | в роли самого себя                  |
| 1956      | ф   | Серенада                                  | Serenade                                  | Чарльз Уинтроп                      |
| 1956      | ф   | Пока город спит                           | While the City Sleeps                     | Уолтер Кайн                         |
| 1956      | ф   | Десять заповедей                          | The Ten Commandments                      | Бака                                |
| 1957      | с   | Альфред Хичкок представляет               | Alfred Hitchcock Presents                 | Чарльз Кортни                       |
| 1958      | ф   | Муха                                      | The Fly                                   | Франсуа Деламбре                    |
| 1959      | ф   | Дом ночных призраков                      | House on Haunted Hill                     | Фредерик Лорен                      |
| 1960      | ф   | Падение дома Ашеров                       | House of Usher                            | Родерик Ашер                        |
| 1961      | ф   | Властелин мира                            | Master of the World                       | Робур                               |
| 1961      | ф   | Колодец и маятник                         | The Pit and the Pendulum                  | Николас Медина / Себастиан Медина   |
| 1962      | ф   | Исповедь курильщика опиума                | Confessions of an Opium Eater             | Гилберт де Квинси                   |
| 1962      | ф   | Истории ужаса                             | Tales of Terror                           | Фортунато / Вальдемар / Лок         |
| 1963      | ф   | Ворон                                     | The Raven                                 | доктор Эразмус Крейвен              |
| 1963      | ф   | Пляжная вечеринка                         | Beach Party                               | Большой Папочка                     |
| 1963      | ф   | Заколдованный замок                       | The Haunted Palace                        | Чарльз Декстер Уорд / Джозеф Кервен |
| 1963      | ф   | Комедия ужасов                            | The Comedy of Terrors                     | Уолдо Трамбалл                      |
| 1964      | ф   | Последний человек на Земле                | The Last Man on Earth                     | доктор Роберт Морган                |
| 1964      | ф   | Маска Красной смерти                      | The Masque of the Red Death               | принц Просперо                      |
| 1964      | ф   | Гробница Лигейи                           | The Tomb of Ligeia                        | Верден Фелл                         |
| 1965      | ф   | Доктор Голдфут и бикини-машины            | Dr. Goldfoot and the Bikini Machine       | Доктор Голдфут                      |
| 1965      | ф   | Город в море                              | City Under the Sea                        | капитан сэр Хью                     |
| 1966—1967 | с   | Бэтмен                                    | Batman                                    | Яйцеголовый                         |
| 1968      | ф   | Великий инквизитор                        | Witchfinder General                       | Мэттью Хопкинс                      |
| 1969      | ф   | Неприятности с девушками                  | The Trouble with Girls                    | мистер Моралити                     |
| 1969      | ф   | Продолговатый ящик                        | The Oblong Box                            | сэр Джулиан Маркхем                 |
| 1969      | с   | Напряги извилины                          | Get Smart                                 | доктор Джарвис Пим                  |
| 1970      | ф   | Кричи и снова кричи                       | Scream and Scream Again                   | доктор Браунинг                     |
| 1970      | ф   | Плач баньши                               | Cry of the Banshee                        | лорд Эдвард Уитман                  |
| 1972      | ф   | Ужасный доктор Файбс                      | The Abominable Dr. Phibes                 | доктор Антон Файбс                  |
| 1972      | с   | Семейка Брейди                            | The Brady Bunch                           | профессор Хьюберт Уайтхед           |
| 1973      | ф   | Театр крови                               | Theatre of Blood                          | Эдвард Лайонхарт                    |
| 1973      | с   | Коломбо                                   | Columbo                                   | Дэвид Лэнг                          |
| 1974      | с   | Шоу Кэрол Бёрнетт                         | The Carol Burnett Show                    | разные персонажи                    |
| 1978      | с   | Лодка любви                               | The Love Boat                             | Уэнделл Мордан                      |
| 1980      | ф   | Клуб монстров                             | The Monster Club                          | Эрасмус                             |
| 1982      | мф  | Винсент                                   | Vincent                                   | рассказчик                          |
| 1985      | мс  | 13 призраков Скуби-Ду                     | The 13 Ghosts of Scooby-Doo               | Винсент Ван Гоблин                  |
| 1986      | мф  | Великий мышиный сыщик                     | The Great Mouse Detective                 | профессор Рэтиган                   |
| 1987      | ф   | Августовские киты                         | The Whales of August                      | мистер Маранов                      |
| 1988      | ф   | Мёртвый полицейский                       | Dead Heat                                 | Артур Лудермилк                     |
| 1990      | ф   | Отступник                                 | Catchfire                                 | мистер Авока                        |
| 1990      | ф   | Эдвард Руки-ножницы                       | Edward Scissorhands                       | Создатель                           |
| 1990      | док | Разговоры с Винсентом                     | Conversations with Vincent                | даёт интервью, фильм незакончен     |
| 1991      | мс  | Приключения мультяшек                     | Tiny Toon Adventures                      | рассказчик                          |
| 1993      | мф  | Вор и сапожник                            | The Thief and the Cobbler                 | Зиг Заг                             |